# たんせい2号
たんせい2号（たんせい2ごう）は東京大学宇宙航空研究所（後の宇宙科学研究所、現在の宇宙航空研究開発機構宇宙科学研究本部）が打上げた技術試験用人工衛星である。開発・製造は日本電気が担当した。開発名はMS-T2。

## 目的
当機は宇宙航空研究所の開発した全段固体ロケットであるM-3Cロケットの打ち上げ性能試験、及び磁気トルカによる衛星の姿勢制御システムの試験を目的として開発された。これまでの宇宙研の衛星はスピン安定方式のみにより姿勢制御を行っていたが、磁気トルカ方式を併用することでより高精度の観測が可能になると期待された。この方式は後続の科学衛星「たいよう」で採用された。

## 運用
当機は1974年2月16日14:00 (JST) に鹿児島宇宙空間観測所からM-3Cロケット1号機で打ち上げられ、近地点高度288km、遠地点高度3,238km、軌道傾斜角31.2°の軌道に投入された。
3月1日まで軌道上で実験を行い、電源である酸化銀電池の寿命が尽きたため運用を終了した。
1983年1月22日、大気圏に突入して消滅した。